# Chalakayalaparthi, Chik Ballapur
Chalakayalaparthi là một làng thuộc tehsil Chik Ballapur, huyện Kolar, bang Karnataka, Ấn Độ.